# Mississauga
Mississauga (mɪsɪˈsɒɡə) es una ciudad situada en el oeste de Toronto, en Ontario, Canadá. Pertenece al Municipio Regional de Peel, al oeste de la zona metropolitana del Greater Toronto. La ciudad tiene una población de 812 356 habitantes, a partir del censo de Canadá de 2021, y es el sexto municipio más poblado del país. Desarrollado como un suburbio de Toronto, el crecimiento de Mississauga se atribuye a su proximidad a la ciudad. Es el 37° suburbio más grande del mundo en población, y el 4° más grande en América del Norte.

## Contexto
Los terrenos donde se asienta la ciudad fueron comprados por los británicos a los pueblos Huron-Wendat, Haudenosaunee y Anishinaabeg en 1805 e integrada como ciudad en 1974.
Habitada principalmente por colonos ingleses que se asentaron a orillas del río.

## Mississauga y Toronto
A pesar de su tamaño, Mississauga a veces no es considerada un suburbio de Toronto, aunque el crecimiento urbano de ambas está totalmente ligado. Como Toronto ha continuado con su crecimiento económico, Mississauga se ha ido ajustando, construyendo predominantemente áreas de casas de baja densidad y altas torres de pisos para atraer a individuos cansados de la vida de ciudad. A la misma vez, los que negocian han visto el beneficio de que Mississauga esté situada en un lugar con bajos impuestos, próxima a muchas rutas de transporte (aéreo, férreo, por carretera), cerca de Toronto, y con una abundante superficie de tierra (al menos por ahora) por lo que pronto se ha convertido en un deseable lugar para invertir. La ciudad está libre de deudas y no ha necesitado préstamos desde 1978.
Al tiempo que está entre las diez primeras ciudades de Canadá por su población, Mississauga está privada de instituciones culturales debido a su proximidad con Toronto.

## Historia
Cuando llegaron los europeos en los años 60, los hablantes iroqueses y los algonquinos ya vivían en el área del Credit River Valley. Uno de los primeros grupos de naciones que los comerciantes encontraron alrededor del Credit River se llamaban mississaugas, una tribu originaria del lago Hurón. Alrededor del año 1700 los mississaugas expulsaron de allí a los iroqueses.
En 1805, funcionarios del gobierno de York, como se llamaba Toronto entonces, compraron 340 km² (84.000 acres) de la región de Mississauga, y en 1806 empezó a poblarse. Las diversas comunidades que se instalaron fueron: Clarkson, Cooksville, Dixie, Erindale (más tarde Springdale), Port Credit, Sheridan, y Summerville. Esta región sería conocida como un municipio de Toronto.
El municipio de Toronto se formó el 2 de agosto de 1805, cuando los funcionarios de Cork (conocida ahora como Toronto) compraron 84.000 acres (340km²) de la tierra de Mississauga por 1000 libras. Después de inspeccionar la tierra, una gran parte fue dada por la corona como concesiones a la unión personas leales al imperio que inmigró de EE. UU. Más de una docena de pequeñas comunidades creció en esta área, la mayoría situados cerca de recursos naturales, canales de agua para la industria y la pesca, y rutas que comunicaban con Cork. En 1873, debido al continuo crecimiento observado en esta zona, el consejo municipal de Toronto se reunió para supervisar cuestiones referidas a varios pueblos que se incorporaron al mismo tiempo. Las responsabilidades del consejo incluían el mantenimiento de la carretera, proveer a la ciudad de servicio policial, y de servicio de reparto de correo.
En 1820, se realizó una segunda compra y se establecieron más asentamientos: Barbetown, Britannia, Burnhamthorpe, Derry West, Elmbank, Malton, Meadowval Village, Mount Charles, y Streetville. Esto dio lugar al desplazamiento de los Mississaugenses y, en 1847, volvieron a emplazarse en una reserva en el Grand River Valley cerca de lo que hoy en día es Hagersville.
Con la excepción de Port Credit y Streetsville, los habitantes del municipio se mezclaron unos con otros debido a un decreto provincial de 1968, para formar el pueblo de Mississauga. Los políticos creían que una ciudad más grande supondría el predominio en el condado de Peel, manteniendo Port Credit y Streetswille como pueblos aislados circundados por la ciudad de Mississauga. En 1924, ambos se anexionaron a Mississauga cuando ésta fue restituida como ciudad.
El 10 de noviembre de 1979 un vagón que transportaba explosivos y productos químicos tóxicos descarriló en el cruce de Mavis Road y Dundas St. en Mississauga. El fuego resultante podía haberse agotado por sí mismo, pero la ruptura de un tanque de cloro era la principal causa de preocupación. Con una posible nube mortal de gas de clorhídrico esparcida por el suburbio de Mississauga, 218.000 personas fueron evacuadas. En pocos días Mississauga era prácticamente una ciudad fantasma, más tarde, cuando la confusión se hubo aclarado y no se corría peligro se les permitió a los residentes volver a sus casas. A la sazón, ésta fue la mayor evacuación en tiempos de paz en la historia de Norteamérica. Debido a la velocidad y la eficiencia con la que fue dirigida, después muchas ciudades estudiaron y planearon sus propios planes de emergencia basándose en el caso de Mississauga. Luego durante muchos años, el nombre de Mississauga estaba para los canadienses asociado con el mayor desastre ferroviario.

## Ley/Gobierno
Mississauga sólo ha tenido tres alcaldes en su historia: El doctor Martin Dobkin fue el primer alcalde de la ciudad en 1974. Seguido de Ron Searle. Searle fue derrotado por la concejala de la ciudad y nombrado alcalde de Streetsville, Hazel McCallion. McCallion es considerada como una fuerza en la política provincial y se suelen referir a ella como el Huracán Hazel, comparando su fuerza política con la devastadora tormenta que en 1954 destrozo el área de Toronto. McCallion ha ganado o ha sido aclamada en todas las elecciones municipales desde 1978, y en los últimos años ni siquiera ha hecho campaña. Fue recientemente reelegida en noviembre del 2003. McCallion es la persona que durante más tiempo ha servido como alcalde.
Últimamente McCallion ha estado recibiendo críticas por contribuir al crecimiento urbano descontrolado en la GTA y por perder varias oportunidades para tomar medidas con respecto al crecimiento. Ella misma ha asumido las críticas y está ahora participando en varios comités para compartir sus experiencias como alcaldesa.
Janice Baker es la actual presidenta de la ciudad. Esta posición es secundaria con respecto a la de alcalde, debido a que el presidente es responsable de presentar los presupuestos de la ciudad. Los impuestos subieron significativamente en 2004, el mayor incremento en Mississauga después de la tenencia del anterior presidente David O´Brien, que ostentó el título desde 1995.
El consejo de la ciudad de Mississauga consta del alcalde y nueve concejales, cada uno de los cuales representa uno de los nueve distritos electorales (pronto serán once) de la ciudad.

## Límites y localización
Mississauga está rodeada por Oakville, Ontario y Milton, Ontario al oeste, Bramptom, Ontario al Norte, Toronto al este, el lago Ontario al Sur. La localización geográfica de la ciudad es 43°35′N 79°37′W

## Economía
En Mississauga hay más de 18.000 compañías que van desde oficinas centrales de corporativas y sucursales industriales hasta pequeñas tiendas que negocian con reventas. Los negocios de Mississauga están haciendo frente a ciertos asuntos en este momento. Debido a la competencia internacional, cambios políticos y económicos y el rápido avance de la tecnología, las compañías necesitan trabajadores más altamente calificados. Los empleados reconocen la necesidad de volver a formarse para reciclar la fuerza laboral existente e incorporar a aquellos que quieren trabajar pero no han podido debido al bajo nivel de calificación y a otros impedimentos.
Mississauga posee un entorno ideal para pequeños negocios. Muchos promotores han construido pequeñas unidades múltiples que proporcionan acomodaciones eficientes y asequibles para compañías pequeñas. La estabilidad económica de Mississauga aumenta a causa de miles de pequeños y medianos comercios. La mayor parte de estos empresarios tienen menos de cincuenta empleados.
Una encuesta sobre el empleo realizada en 1994 indicaba que la mayoría de las empresas y los empleados activos pertenecían a sectores de manufacturas y almacenes seguidos de los comercios de venta al por menor y al por mayor. Habrá un cambio en la base del empleo de las manufacturas tradicionales a: ensamblajes de luz, almacenes de distribución, y servicios generales. Las industrias más poderosas en Mississauga son: las farmacéuticas, electrónicas, las de ordenadores, químicas, de transporte y de equipo.
La demografía en Mississauga indica que el mercado laboral está experimentando cambios bastante dramáticos. Se cree que en los próximos diez años, el 70% de los trabajadores estará compuesto por mujeres, minorías raciales, y gente con minusvalías. También es evidente que la fuerza laboral está envejeciendo y es poca la gente joven disponible para de entrada tomar trabajos que requieren nivel y muchos de los trabajadores actuales están luchando por adaptarse al clima de cambio económico.

### Principales empresas
AECL (Atomic Energy of Canada Limited), Air Canada, Avis Car & Truck Rental, Bell Mobility, Canada Customs and Revenue Agency, Canada Post, City of Mississauga, Credit Valley Hospital, Dufferin-Peel Catholic District School Board, Federal Express Canada Ltd., GlaxoSmithKline, Hershey's Canada, Hewlett-Packard (Canada) Ltd., Honeywell, IMAX Corp., Garland Canada, Cara Operations, Loblaws Companies East, McDonnell Douglas Aerospace, Microsoft Corporation, Petro-Canada, Pepsico Canada Ltd., Praxair Canada Inc., PPG Canada Inc., Purolator Courier, RBC Financial, Siemens AG, TD Bank Financial Group, Trillium Health Group, Wal-Mart Stores Ltd., Xerox Corporation, Corona Co.,

## Demografía
En el 2011, Mississauga tenía una población de más de 713.000 habitantes, casi 100.000 habitantes más que en 2002 y un 6.7% más que en el censo de 2006. Casi más del 40% de la población de la ciudad tiene como lengua madre una distinta del inglés, la ciudad es relativamente diversa, lo que se debe, quizás a su proximidad a Toronto. Más del 30% de la población de Mississauga habla más de una lengua.

### Distribución racial
Blancos: 59,3 %, sudasiáticos: 14,9 %, negros: 6,2 %, chinos: 5,9 %, filipinos: 4,0 %, árabes: 1,9%, Sudeste de Asia: 1,6 %, latinoamericanos: 1,5 %

### Distribución religiosa
Católicos: 42,1 %, Protestantes: 21,8 %, Ortodoxos del este: 3,1 %, Otros cristianos: 2,9 %, Musulmanes: 6,9 %, Hindúes: 4,8 %, Sijs: 3,8 %, Budistas: 1,9 %, Ateos: 12,0%

### Lengua madre
59% Inglés, 4,4% Chino, 4,2% Polaco, 3,6% Italiano, 3,6% Punjab, 3,2% Portugués, 1,9% Tagalo, 1,7% Español, 1,4% Árabe, 1,3% Croata, 1,3% Francés, 1% Urdu, 10,6% Otras, 36,9% múltiples lenguas. (Datos del censo de Canadá de 1996) [cita requerida]

## Deportes y entretenimiento
La ciudad tiene diversos equipos que juegan en distintas competiciones deportivas tales como Mississauga IceDogs de la liga de Hockey de Ontario; Mississauga Warriors de la liga de fútbol de Ontario; Mississauga Titans; Mississauga Rattlers; Mississauga Hockey League; Missisauga Football League; Mississauga Girls Hockey League y los Raptors 905 de la NBA G League.

## Medios de comunicación
The Mississauga News es el primer periódico en inglés de la ciudad. Los siguientes canales de televisión emiten en directo desde fuera de Mississauga: Rogers Television, community channel, The Shopping Channel, The Weather Network.

## Lugares de interés

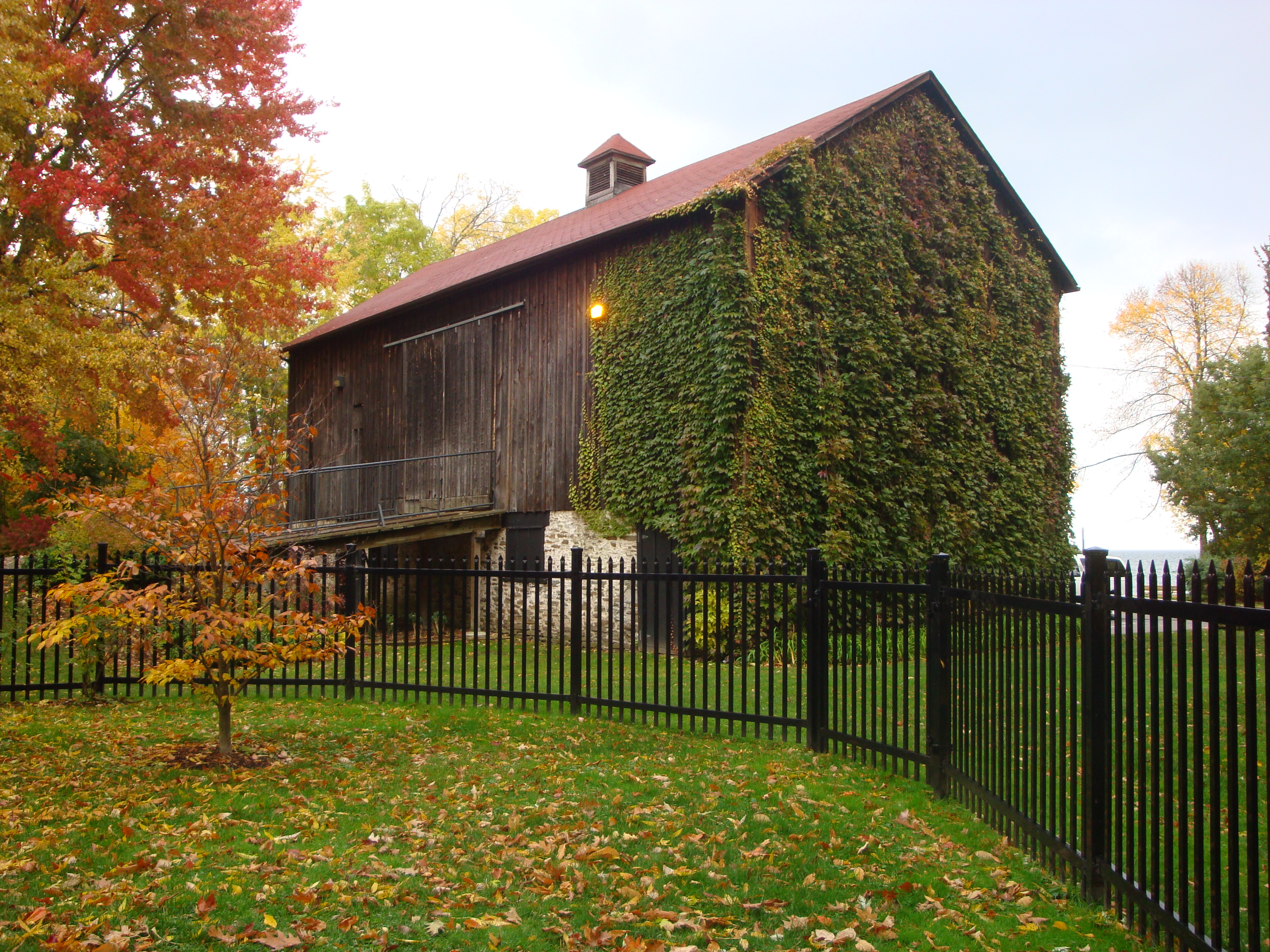
Granero Adamson Estate.

- Para ir de compras: Square One Shopping Centre, el centro comercial más grande de Ontario, Erin Mills Town Centre, Dixie Outlet Mall, Heartland outlets

- Actividades culturales: Art Gallery of Mississauga, una galería gratis en el centro que muestra arte local. Benares Historic House (casa museo de Benares). Bradley House Museum (casa museo de Bradley). Living Arts Centre, un escaparate para el arte. Opera de Mississauga.

- Históricos: Adamson Estate (finca de Adamson), Benares House (casa museo de Benares), Bradley Museum (casa museo de Bradley), Old Meadowvale Village.

Al aire libre: Sendero de Applewood, Sendero de Burnhamthorpe, Sendero de Cooksville Creek, Sendero de Culham, Erindale Park Credit River, Sendero deEtobicoke Creek, The Hershey Centre, el mayor centro deportivo de la ciudad, Sendero indio, Sendero del lago Wabukayne, Malton Loop, Sendero de Mississauga Meadow, Sendero del valle de Mississauga (Mississauga Valley), Sendero de Oakridge, Sendero de Sheridan Creek, Sendero de Waterfront, Sendero de Ligar Meadow Brook, Sendero de Milgrove, Sendero de Winston Churchill, Sendero de Levi Creek, Reserva de Rattray Marsh (Mississauga)

## Transporte

### Principales autopistas

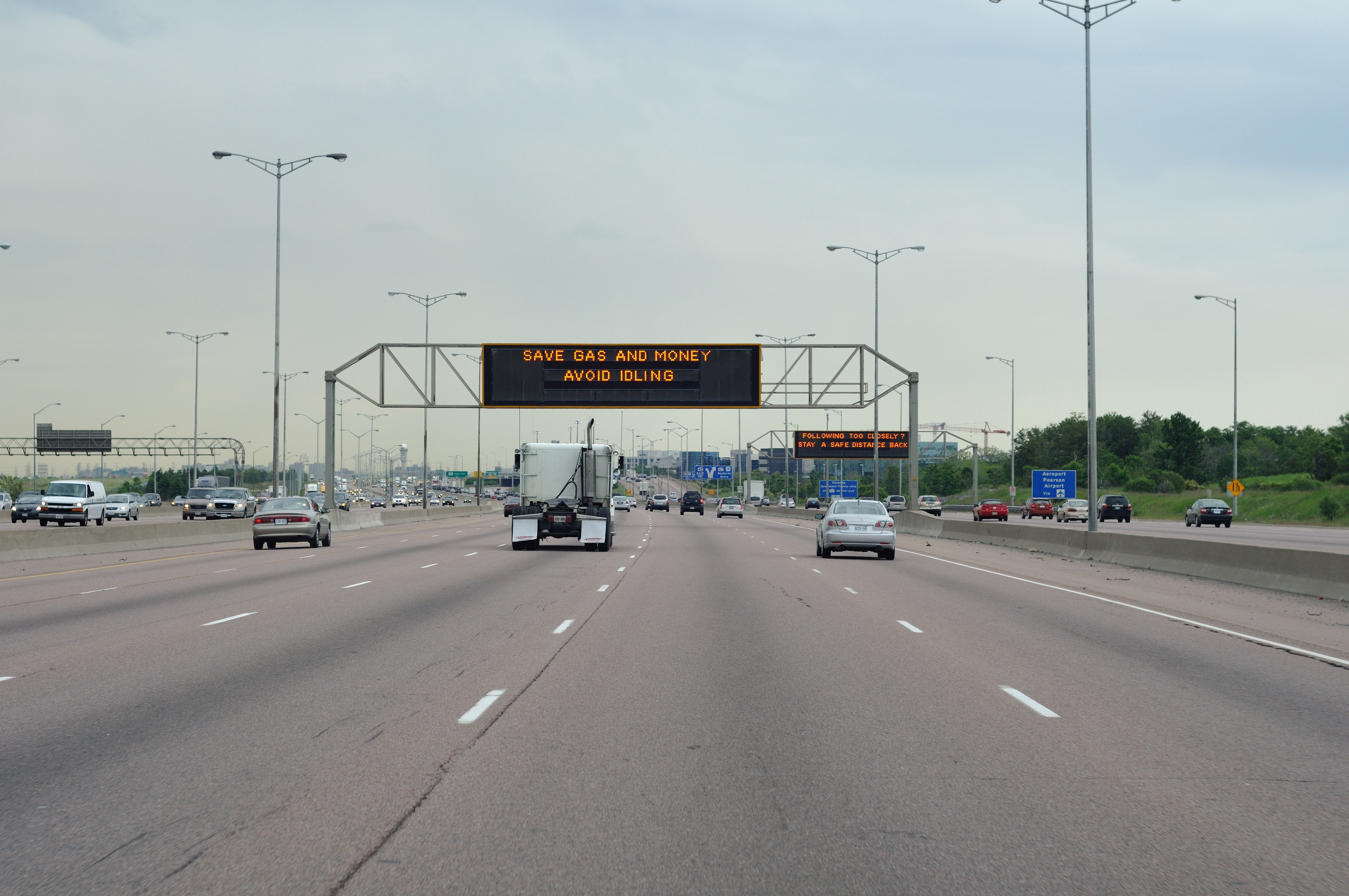
De 18 carriles de ancho, la Autopista 401 en Mississauga, cerca del Aeropuerto Internacional Toronto Pearson, es una de las autopistas más anchas y transitadas del mundo.

Con cinco de las más grandes autopistas atravesando la ciudad, Mississauga ofrece rapidez y un buen acceso a los mejores destinos de Canadá y los Estados Unidos. Mississauga ha doblado su tamaño en las dos últimas décadas. Tenía el más grande crecimiento de población en Canadá (89.500) en los censos entre los años 1986-1991. Otros 80.994 se añadieron entre 1991.En 1996; aumentó un 17.5% en el cuarto año.
- Autopista 401 (une Windsor-Detroit con Quebec),
- Autopista 403 (a Hamilton),
- Autopista 407 (autopista de peaje a través del límite norte de la ciudad),
- Autopista 410 (a Brampton),
- Camino Reina Elizabeth (a las cataratas del Niágara y Búfalo), y
- Autopista 427, con acceso al aeropuerto Toronto Pearson International Airport.

### Ferrocarril
Por Mississauga pasan tres de las más importantes vías ferroviarias (Canadian National Railway and Canadian Pacific Railway), que se dirigen a dentro y a fuera de Toronto. El “GO Transit” es un sistema de transporte para los que viven en ciudades dormitorio cerca de Toronto, va desde la estación de Toronto a Lakeshore West, Georgetown, Milton. El “VIA Rail” en la ciudad de Quebec, no hace parada en Mississauga.

### Autobuses
El servicio más grande de “Go Transit” en Toronto también va de Mississauga a Toronto y los suburbios vecinos incluyendo instituciones academias como Mc Master University (en Hamilton), la universidad de Sheridan en Oakville, la universidad de York, las universidades de Seneca, Centenal, la universidad de Toronto en Scarborough, la universidad de Dirham y el colegio tecnológico de Ontario en Oshawa.
- El servicio de autobuses de Mississauga tiene autobuses que frecuentemente cruzan la ciudad, y conectan con Toronto y los Go Transit. También hay enlaces con las líneas de Oakville y Brampton.

### Transporte aéreo
El aeropuerto de Toronto (Toronto Pearson Internacional Airport) (YYZ) en el noreste de Mississauga (Malto) tiene vuelos a nivel regional, nacional e internacional.

## Servicios públicos

### Educación
Mississauga es la cuna de la universidad de Toronto en Mississauga (UTM/Erindale Collage), uno de los tres campus universitarios que tiene la universidad a las afueras. En el 2002 se preveía que hubiera 9000 alumnos en la UTM.
El Consejo Distrital de Escuelas de Peel (Peel District School Board) gestiona escuelas públicas laicas de educación en el idioma inglés. La Junta de Escuelas Católicas de Dufferin-Peel gestiona escuelas católicas de educación en el idioma inglés. El sistema secular de educación en el idioma francés es el Conseil scolaire Viamonde. El sistema católico de educación en el idioma francés es la Junta Escolar del Distrito Católico Centro-Sur.

### Hospitales
- El hospital de Mississauga (Trillium Health Centre)
- Credit Valley Hospital

### Otros
- Bomberos: Servicio de Bomberos y emergencias de Mississauga.
- Biblioteca
- Policía. Policía regional

## Personalidades de Mississauga
- Jonelle Filigno, Jugadora de fútbol, WNT Canada
- Jahron Anthony Brathwaite, cantante de r&b, conocido como PARTYNEXTDOOR.
- Natalie Appleton, músico, miembro de la banda “All Saints”
- Brad Boyes, jugador de hockey del NHL
- Mike Bullard, cómico
- Deanna Casaluce, actriz de televisión
- Paul Coffey, jugador de hockey del NHL
- Tie Domi, jugador de hockey del NHL
- Rik Emmett, músico, forma parte de la banda “Triumph”
- Joel Gibb, cantautor
- Paul Henderson, jugador de hockey del NHL
- Manny Malhotra, jugador de hockey del NHL
- Maitreyi Ramakrishnan, actriz
- John Roberts, periodista televisivo
- Adamo Ruggiero, actor de televisión
- Emmanuel Sandhu, patinador artístico
- Robert J. Sawyer, escritor de ciencia ficción
- Jason Spezza, jugador de hockey del NHL
- Matt Stajan, jugador de hockey del NHL
- Nik Stauskas, baloncestista del NBA
- Billy Talent, grupo musical punk-rock
- Wojtek Wolski, jugador de hockey del OHL
- Shay Mitchell, actriz
- Dillon Brooks, baloncestista del NBA